# Hercule (constelație)
Hercule (Hercules în latină) este o constelatie din nordul ecuatorului ceresc. Poartă numele eroului grec Herakles (Ἡρακλῆς) preluat în mitologia romană sub numele de Hercules.

## Descriere și localizare

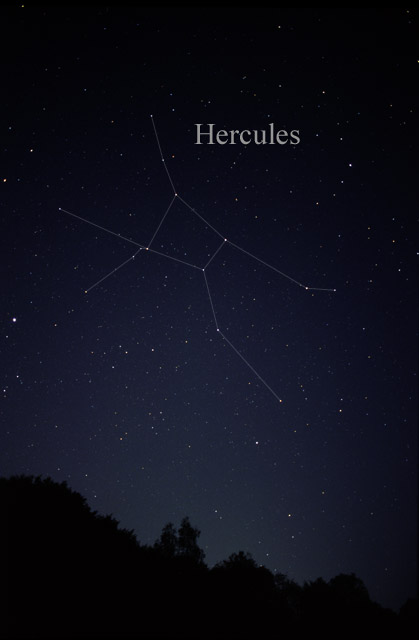
Constelația Hercule văzută cu ochiul liber. Pentru identificarea mai ușoară au fost trasate linii între stele.

Hercule este a cincea constelație ca mărime, însă, întrucât numai trei din stelele ei au o magnitudine aparentă mai mică de 3, nu este ușor de remarcat pe cerul nocturn. Ea poate fi găsită între Lira cu luminoasa-i stea Vega și ușor observabila Coroană Boreală. Perioada optimă de observare este la începutul verii când constelația atinge cea mai înaltă poziție pe cer.
Hercule conține două roiuri stelare globulare care pot fi observate chiar și cu un binoclu.
În direcția acestei constelații se găsește apexul propriului nostru sistem soloar spre care soarele, cu întreg cortegiu-i de planete, se îndreaptă cu o viteză de 20 km/s.

## Obiecte cerești
Coordonate:  17h 00m 00s, +30° 00′ 00″